# وريد وجهي أصلي
الوَريدُ الوَجْهِيُّ الأصْلِي (بالإنجليزية: Common facial vein)‏ هو وريد يَتكون نتيجةً لاتحاد الوريد الوجهي مَع الفِرع الأمامي للوريد خلف الفك السفلي، حيثُ يَقطع هذا الوَريد الشريان السباتي الظاهر ويَدخُل في الوريد الوداجي الباطن في نُقطة مُتغيرة تحت العظم اللامي. بالقُرب من نهاية هذا الوَريد يخَرج فِرع تَواصل حيثُ يمر أسفل الحد الأمامي للعضلة القصية الترقوية الخشائية بحيث يتحد مع الجُزء السُفلي للوريد الوداجي الأمامي.
الوَريد الوجهي الأصلي لا يتَواجد في جميع الأفراد.

## روابط خارجية
- درسٌ تشريحي حول lesson4 مُعدٌ بواسطة ويسلي نورمان (جامعة جورجتاون). (parotid2)